# 36-я отдельная бригада береговой обороны (Украина)
36-я отдельная бригада береговой обороны (36 ОБРБО, в/ч А2320, укр. 36-та окрема бригада берегової оборони) — соединение войск береговой обороны Украины численностью в бригаду, существовавшее в 2003—2015 годах.
Во время Крымского Кризиса 2014 года и аннексии Крыма Россией часть бригады осталась на полуострове, а меньшая вышла на материк. В 2015 году на основе бригады, а также 1 ОБМП и 501 ОБМП была сформирована 36-я отдельная бригада морской пехоты.

## История
Бригада была создана в декабре 2003 года в Автономной республике Крым на основании директивы Министра обороны Украины от 23 августа 2003 года № Д-115/1/08. Отдельная бригада береговой обороны была сформирована после проведения организационных мероприятий на базе воинских частей и подразделений 32-го армейского корпуса Южного оперативного командования Сухопутных войск Вооруженных сил Украины.
После сформирования в состав 36-й отдельной бригады береговой обороны вошли: 
- управление бригады (г. Симферополь),
- 73-й отдельный механизированный батальон,
- 22-й зенитно-ракетный дивизион (с. Перевальное),
- 406-я отдельная бригадная артиллерийская группа,
- 501-й отдельный механизированный батальон, сформированный ранее на основе 501-го отдельного механизированного полка (г. Керчь)
- подразделения боевого и всестороннего обеспечения.

В феврале 2004 года в состав бригады вошел 84-й отдельный механизированный батальон, который был сформирован из 84-й отдельной механизированной бригады (с. Перевальное).
В марте 2004 года в состав бригады вошел 1-й отдельный батальон морской пехоты (на основе 1-й отдельной бригады морской пехоты г. Феодосия-13) и 809-й отдельный батальон материального обеспечения, сформированный из 809-го отдельного полка материального обеспечения (с. Перевальное).
В апреле 2004 года в состав бригады вошел 29-й отдельный ремонтно-восстановительный батальон (переформирован из 5152-й ремонтно-восстановительной базы (пгт. Советский)). В этом же году 1-й отдельный батальон морской пехоты и 29-й отдельный ремонтно-восстановительный батальон были передислоцированы в г. Феодосия.
В январе 2006 года в состав бригады вошли: 71-й батальон управления, 59-й полевой узел связи (г. Симферополь) и исключена из состава бригады 406-я отдельная бригадная артиллерийская группа.
В июне 2007 года из состава бригады исключены: 1-й отдельный батальон морской пехоты, 35-й полигон, 171-й автоматизированный центр передачи и обработки информации.
В январе 2008 года из состава отдельной бригады береговой обороны исключены: 501-й отдельный механизированный батальон, 29-й отдельный ремонтно-восстановительный батальон.
В августе 2010 года согласно директиве Командующего Военно-морскими силами Вооруженных сил Украины от 18 августа 2010 года № ДК 14/1/024836 отдельная бригада береговой обороны была переформирована. Отдельные воинские части, входившие в состав бригады, были переформированы и включены в штат бригады с местом дислокации с. Перевальное Симферопольского района Автономной Республики Крым.

### Аннексия Крыма Россией
На начало 2014 года, по данным Михаила Коваля, 36-я отдельная бригада береговой обороны, а также другие боевые части Вооруженных сил Украины, дислоцировавшиеся в Крыму (в частности, 1-й батальон морской пехоты в Феодосии и 501-й батальон морской пехоты Керчи) были сокращенного состава, и их численность не превышала 5600 военнослужащих. Численность частей Черноморского флота России, дислоцировавшегося в Крыму и дополнительно переброшенных сил Российской Федерации, составляла до 30 000 военнослужащих.

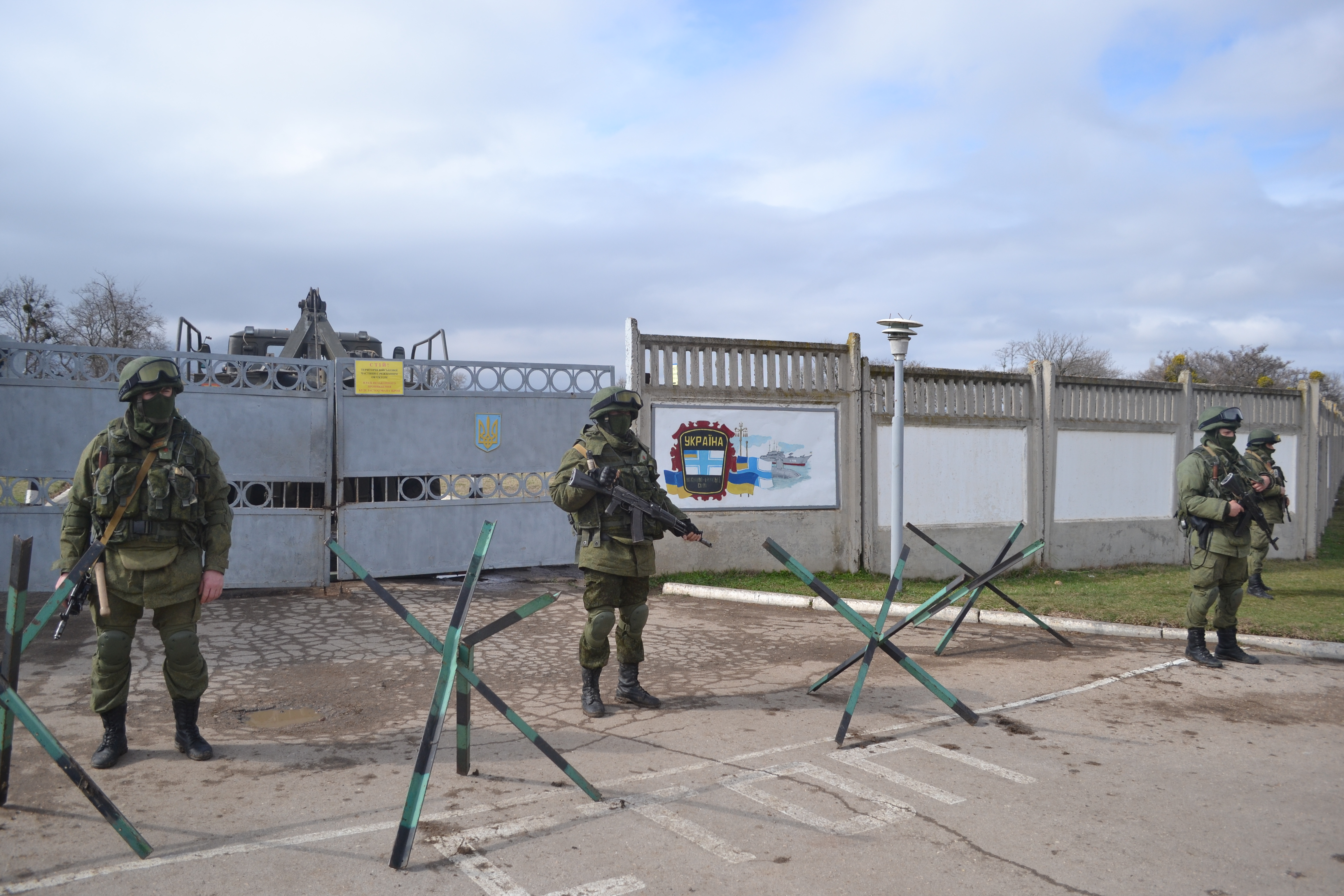
Блокада базы 36-й отдельной бригады береговой обороны российскими солдатами без знаков различия Перевальное, 9 марта 2014 года

2 марта 2014 года, во время российского вторжения в Украину и захвата Крыма, самооборона Крыма и российские войска, т. н. вежливые люди, вошли в Перевальное, где базировалась бригада. Командир бригады, Сергей Стороженко, предал Украину (с украинской позиции), не выполнив прямой приказ руководства государства защищать воинскую часть и саботировал устав часовой службы, при этом сам Стороженко чётко указывает на полное безвластие в этот период и нежелание руководства Украины давать внятные приказы.
Стороженко указывает. что ни А. В. Турчинов, ни А. П. Яценюк в телефонных переговорах согласие на вывод соединения из Крыма, когда это было ещё возможно, не дали. Когда мне Турчинов сказал: «Вы должны применить оружие», — я его спросил: «Против кого и на каком основании?» Боевой приказ я, как военнослужащий Украины, был готов выполнить в любую минуту без разговоров. А «вы должны» и по телефону устно — это не формулировка и не канал связи.
14 марта в воинскую часть прибыла группа из 60 крымских татар, изъявивших желание оборонять её, однако Стороженко ответил им отказом по его словам из-за их неопределённого правового статуса.
После трёхнедельной блокады гарнизона силами самообороны Крыма и «вежливыми людьми» во время аннексии Крыма 21 марта 2014 вместе с её командиром полковником С. И. Стороженко вошла в состав Вооружённых Сил РФ как отдельная бригада береговой обороны Черноморского флота. Незначительное количество верных присяге Украины военнослужащих убыло на территорию материка. По данным С. И. Стороженко из 1200 военнослужащих убыло 199, уволилось 300, остальные присягнули РФ. 1 декабря 2014 года на базе этого соединения была сформирована 126-я отдельная бригада береговой обороны.
В связи с аннексией Крыма подразделения ВМС Украины были выведены с полуострова на материковую Украину, в том числе верная присяге меньшая по численности часть 36-й отдельной бригады береговой обороны. Остатки бригады, а также 1-й и 501-й отдельные батальоны морской пехоты были передислоцированы в г. Николаев.
В течение 2014 года военная часть оставалась отдельной структурой, в отношении неё и 1 ОБМП и 501 ОБМП рассматривались разные варианты дальнейшего существования или реформирования. В июле 2015 года, на основании Совместной Директивы Министерства обороны Украины и Генерального штаба ВС Украины от 15 июля 2015 года №Д-322/1/21, была сформирована 36-я отдельная бригада морской пехоты, командиром бригады стал подполковник Дмитрий Делятицкий, который до того командовал 1 ОБМП.

## Структура

### 2003
- Управление бригады (г. Симферополь)
- 73-й отдельный механизированный батальон
- 22-й зенитно-ракетный дивизион (с. Перевальное)
- 406-я отдельная бригадная артиллерийская группа (г. Симферополь)
- 501-й отдельный механизированный батальон
- Другие подразделения боевого и всестороннего обеспечения

### 2004
- Управление бригады (г. Симферополь)
- 73-й отдельный механизированный батальон
- 22-й зенитно-ракетный дивизион (с. Перевальное)
- 406-я отдельная бригадная артиллерийская группа (г. Симферополь)
- 501-й отдельный механизированный батальон (г. Керчь)
- 84-й отдельный механизированный батальон (с. Перевальное)
- 1-й отдельный батальон морской пехоты (г. Феодосия)
- 809-й отдельный батальон материального обеспечения (с. Перевальное)
- 29-й отдельный ремонтно-восстановительный батальон (г. Феодосия)
- Другие подразделения боевого и всестороннего обеспечения

## Командование
- (2003-2007) полковник Бондаренко Сергей Викторович
- (2007-2011) полковник Аниконов Константин Юрьевич[9]
- (2011-2014) полковник Стороженко Сергей Иванович[10]